# Organokovová chemie

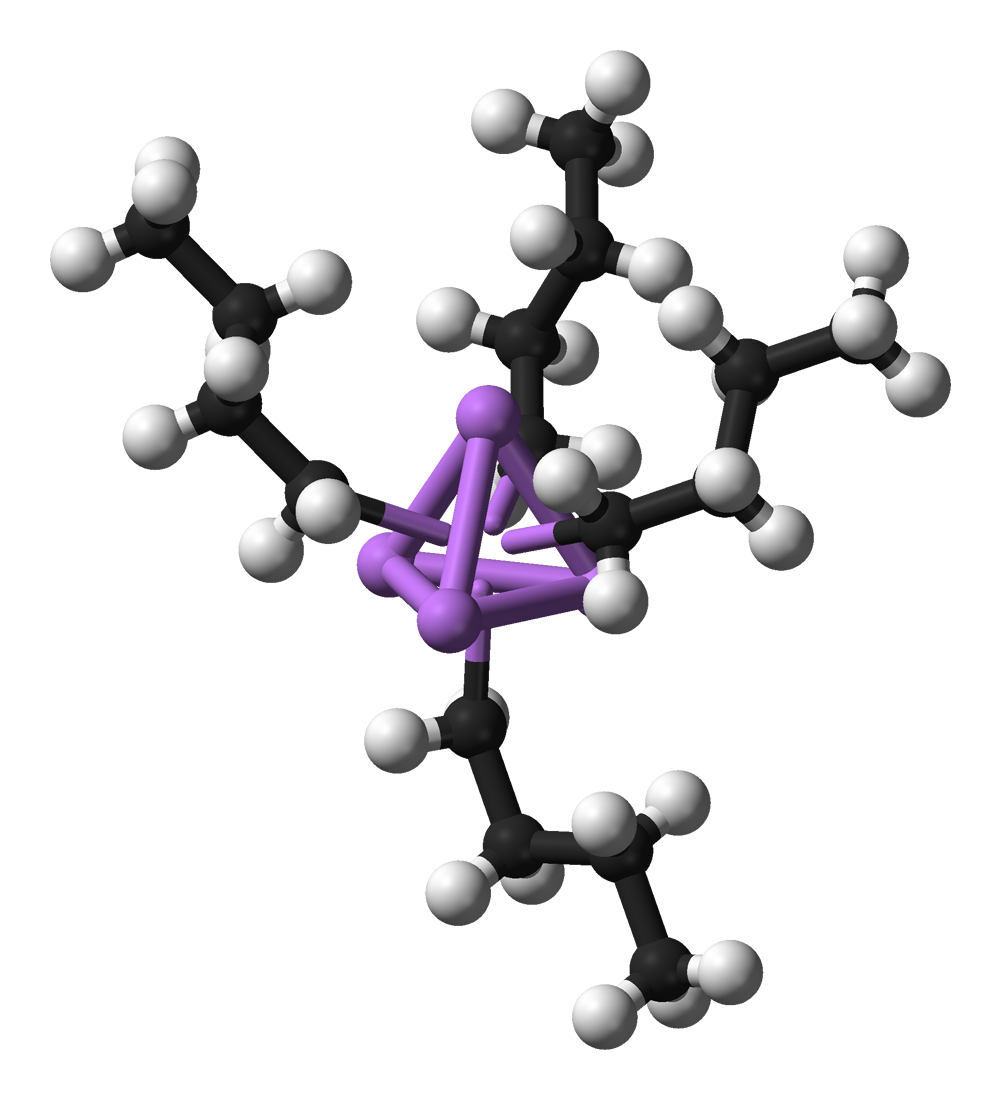
Struktura butyllithia, čtyři atomy lithia (fialové) vytvářejí tetraedr.

Organokovová chemie studuje chemické sloučeniny obsahující vazbu mezi atomem uhlíku a kovu. Některé sloučeniny řazené mezi organokovy ale tuto podmínku nesplňují, např. některé karbonyly, nitrily a kovové komplexy s fosfinovými ligandy. Proto existuje i alternativní definice, podle které organokovové sloučeniny obsahují kovalentní vazbu mezi kovem a jiným prvkem. Organokovová chemie je přechodem mezi organickou a anorganickou chemií.
Důležitými skupinami organokovových sloučenin jsou karbonyly kovů, metaloceny (např. ferrocen) a karbeny. Jako kov může v těchto sloučeninách vystupovat i křemík, arsen nebo bor.
Organokovové sloučeniny nacházejí široké využití jako katalyzátory, např. při zpracování ropy nebo výrobě polymerů.

## Rozdělení organokovových sloučenin dle vázaného kovu
- organohořečnaté (Grignardova činidla)
- organolithné
- organoolovnaté
- organozinečnaté

## Důležitá data
- 1760 Louis Claude Cadet de Gassicourt zkoumal soli kobaltu a izoloval kakodyl z minerálů kobaltu obsahujících arsen
- 1827 William Christopher Zeise připravil Zeiseho sůl
- 1863 Charles Friedel a James Crafts připravili organochlorosilany
- 1890 Ludwig Mond objevil karbonyl niklu
- 1899 První zmínka o Grignardových reakcích
- 1900 Paul Sabatier se pokouší hydrogenovat organické sloučeniny pomocí kovových katalyzátorů.
- 1912 Nobelova cena pro Victora Grignarda a Paula Sabatiera
- 1930 Henry Gilman připravuje organokupráty lithia
- 1951 Objev ferrocenu (Pauson, Kealy) odstartoval obrovský rozvoj organokovové chemie přechodných prvků.
- 1963 Nobelova cena pro Karla Zieglera a Giulia Natta za Zieglerovy–Nattovy katalyzátory
- 1973 Nobelova cena pro Geoffreye Wilkinsona a Ernst Otto Fischera za sendvičové komplexy
- 2005 Nobelova cena pro Yvese Chauvina, Roberta Grubbse a Richarda Schrocka za disproporcionaci alkenů katalyzovanou kovy